# Takahiro Takagi
Takahiro Takagi (jap. 高木 貴弘 Takagi Takahiro; ur. 1 lipca 1982) – japoński piłkarz występujący na pozycji bramkarza.

## Kariera klubowa
Od 2001 do 2015 roku występował w klubach JEF United Ichihara, Thespa Kusatsu, Omiya Ardija, Consadole Sapporo, Albirex Niigata, FC Gifu i SC Sagamihara.